# Cyrnopsis pingensis
Cyrnopsis pingensis är en nattsländeart som beskrevs av Malicky och Chantaramongkol 1993. Cyrnopsis pingensis ingår i släktet Cyrnopsis och familjen fångstnätnattsländor. Inga underarter finns listade i Catalogue of Life.